# Nico Kaltenbrunner
Nico Kaltenbrunner (* 3. Jänner 2000) ist ein österreichischer Basketballspieler in der Spielart 3-gegen-3.

## Leben
Kaltenbrunner spielte zwischen 2016 und 2020 für den UBC St. Pölten in der österreichischen Basketballmeisterschaft. Seit 2019 spielt er in der 3-gegen-3-Spielvariante.

### Nationalmannschaft
Bei der 2024 auf der Kaiserwiese im Wiener Prater stattfindenden Ausgabe der 3x3-Europameisterschaft wurde er gemeinsam mit Enis Murati, Toni Blazan und Fabio Söhnel Europameister. Kaltenbrunner wurde bei diesem Turnier auch als Most Valuable Player ausgezeichnet.